# Ed Fury
Ed Fury (nombre real Edmund Holovchik; Long Island, Nueva York, 6 de junio de 1928-24 de febrero de 2023) fue un fisioculturista y actor estadounidense que hizo carrera en el género péplum durante los años 1960.

## Culturista
Dedicado al fisiculturismo aunque no empecinado en ultramuscularse, Ed salió segundo y tercero en los concursos de Mr. Muscle Beach de 1951 y 1953. Habiendo aparecido como portada de varias revistas, tuvo la oportunidad de participar en obras teatrales de Broadway, tales como Fanny, y en filmes musicales como Athena, donde coincidió con Steve Reeves. Fue apareciendo como figurante en películas como Demetrio y los Gladiadores con Victor Mature y The Country girl con William Holden. Su primera oportunidad importante llegó a fines de los 50 cuando obtuvo un papel en Wild Women of Wongo (1959). Poco después viajó a Italia, donde triunfó en el péplum como una réplica más estilizada de estrellas como Steve Reeves o Reg Park.

## Actor
Su primer papel fue en la Reina de las Amazonas (1960), junto a Rod Taylor y a lo largo de cuatro años encarnó usualmente a Ursus y a Maciste, aunque nunca a Hércules. Luego del ocaso del género, Fury marchó a la pantalla chica, donde apareció ocasionalmente como invitado en episodios de Colombo, The Brian Keith Show y The Doris Day Show.